# Somoroto
Somoroto is een bestuurslaag in het regentschap Ponorogo van de provincie Oost-Java, Indonesië. Somoroto telt 4679 inwoners (volkstelling 2010).